# سکالکا (ناحیه هودونین)
سکالکا (به چکی: Skalka) یک منطقهٔ مسکونی در جمهوری چک است که در ناحیه هودونین واقع شده‌است. سکالکا ۳٫۰۳ کیلومتر مربع مساحت و ۱۷۲ نفر جمعیت دارد و ۲۳۸ متر بالاتر از سطح دریا واقع شده‌است.